# Galleggiante (fisica)

Principio di Archimede applicato ad un cubo immerso in un fluido.

Un galleggiante è un corpo che si trovi nella condizione di galleggiare su un liquido, cioè di emergere parzialmente dalla superficie del fluido in condizione di equilibrio tra la forza peso e la spinta verticale ricevuta, in base al principio di Archimede.
La parte immersa del galleggiante prende il nome di carena e l'intersezione tra il volume del galleggiante e quello del fluido descrive una superficie chiamata superficie di galleggiamento, la cui proiezione sul piano orizzontale è detta figura di galleggiamento.
Appartengono alla famiglia dei galleggianti un gran numero di corpi, dai più grandi e complessi come le navi e le imbarcazioni ai più semplici galleggianti utilizzati nella pesca o come parti di meccanismi complessi.